# شوهی ناروسه
شوهی ناروسه (انگلیسی: Shuhei Naruse؛ زادهٔ) آهنگساز، دی‌جی، و موسیقی‌دان اهل ژاپن است.